# Edmundo Prati
Edmundo Prati Mattje (Paysandú, 17 de abril de 1889 - Montevideo, 24 de noviembre de 1970) fue un escultor uruguayo.

## Biografía
Edmundo Prati nació en Paysandú, hijo de Michelangelo Prati, ítalo-austríaco y de Carolina Mattje, germano-brasileña, junto a un hermano gemelo, Eriberto Prati, también artista. Michelangelo provenía de Caldonazzo, cerca de Trento, entonces bajo dominio austríaco.[cita requerida]
Con poco más de un año fue llevado junto a su hermano gemelo a Caldonazzo, donde se criarían al cuidado de las tías paternas, en el viejo molino familiar, único bien sobreviviente a la quiebra de su abuelo, Domenico Prati (1808-1867).[cita requerida] Sus padres, luego del nacimiento de su tercer hijo, Alfredo, volverían a Brasil a explotar una hacienda en las cercanías de Uruguaiana R. S. dejando a los mellizos en un ambiente más propicio para su futura formación.
Lo más importante para la vida futura de ambos artistas fue la convivencia en muchas oportunidades con los hermanos de su padre, Eugenio (1842-1907) y Giulio (1860-1940), ambos grandes pintores académicos, formados, el primero en las Academias de Venecia y Florencia, y el segundo en la Academia de Brera en Milán. También convivieron con otro primo pintor, 15 años mayor, Romualdo Prati (1874-1930), quien haría una carrera destacada en Brasil, París y Roma. Era común que se reunieran en el molino junto a otros amigos artistas a trabajar en sus pinturas, estimulando así la formación artística de los pequeños. Realizaban figuras en arcilla, y cuando tenían solo 10 años, su tío Eugenio incluyó algunas de estas en una de sus muestras de pintura.
Al no poder asistir a Brera o Venecia, por su situación económica, se formaron como pintores decoradores en el Taller de De Vigili (la antigua formación de "aprendiz obrero", en Trento) asistiendo también a los cursos nocturnos de la Escuela de Artes y Oficios.[cita requerida]
Fue alumno de la Academia de Milán.[cita requerida] Preparó un diseño para albergar al parlamento uruguayo. Es famoso por sus monumentos de tipo heroico (Al General José Artigas, Salto, Al General San Martín, Montevideo, los fundadores de ellos la Patria).
Prati fundó la revista de arte David. En 1937 recibió el Gran Premio de Escultura en el Primer Salón Anual de Bellas Artes, celebrado en Montevideo.[cita requerida]
Hubo varios parientes de Edmundo Prati que se destacaron; por ejemplo, Mirco Prati realizó la escultura de la Virgen de los Alpinos en el Cerro San Antonio de Piriápolis.

## Principales obras
- Monumento al Gral. José Gervasio Artigas, Plaza Artigas, Salto.[6]
- Monumento al Libertador Gral. José de San Martín, Plaza Soldados Orientales de San Martín, Montevideo (en colaboración con Antonio Pena).[6]
- Los últimos charrúas, en el parque El Prado, Montevideo (en colaboración con Gervasio Furest y Enrique Lussich).[7]
- Monumento al Dr. Luis Alberto de Herrera, Montevideo (en colaboración con V. Habegger y Jorge Durán Mattos).
- Monumento a Franklin Delano Roosevelt en el Parque de los Aliados (actual Parque Batlle), Montevideo.
- Estatua monumental del Dr. José Irureta Goyena, Pocitos, Montevideo.
- Estatua monumental El Sembrador, Paysandú.
- Estatua monumental a José Garibaldi, Dolores, Soriano.
- Altorrelieves para el Salón de los Pasos Perdidos (Montevideo) del Palacio Legislativo.(Entradas al Senado y Cámara de Diputados)

## Referencias

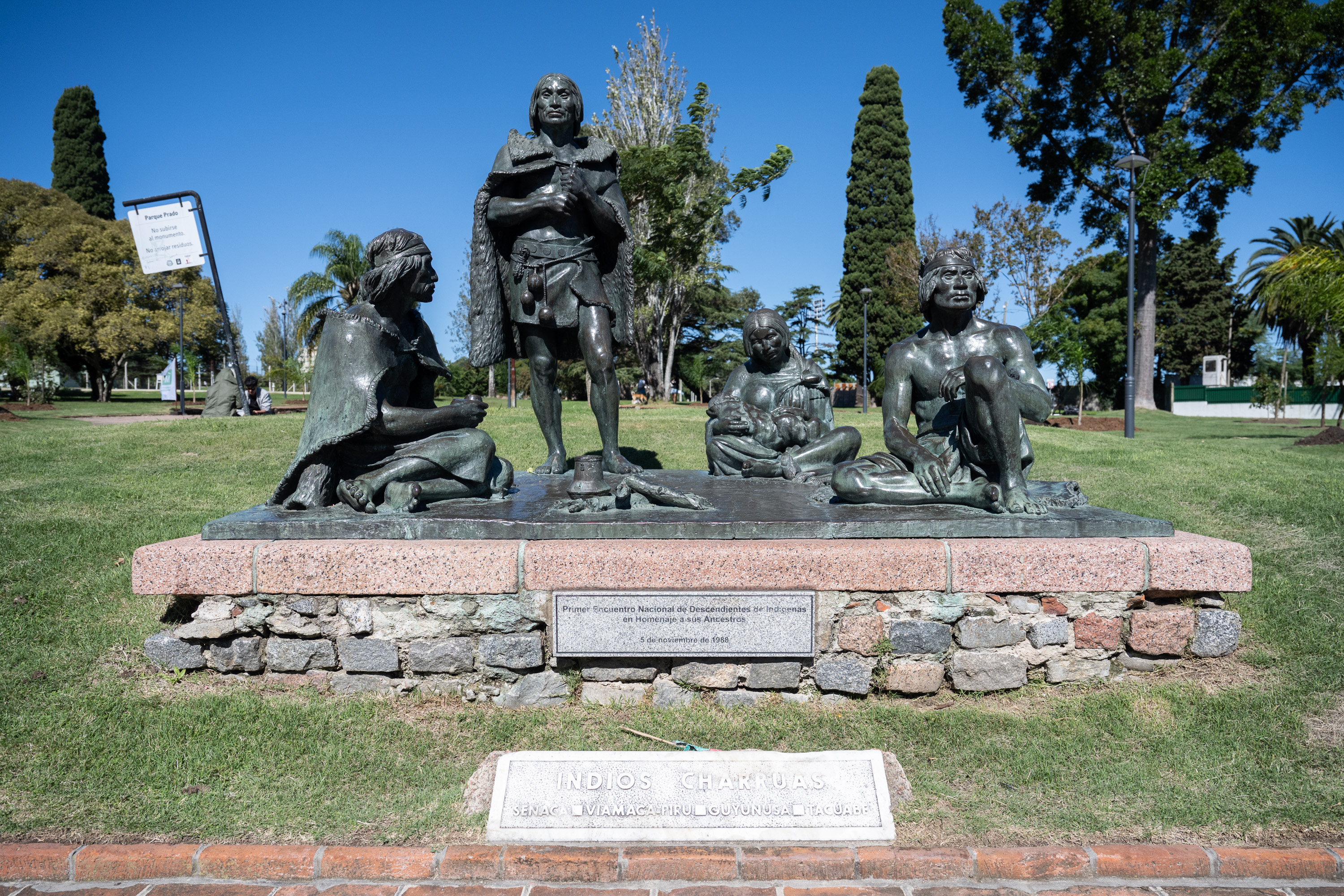
Monumento Los últimos charrúas